# بومة أذناء
بومة أذناء أو بومة طويلة الأذن أو بومة قرناء، (الاسم العلمي:  Asio otus) (بالإنجليزية: Long-eared Owl)‏، هو طائر ينتمي إلى بوم حقيقي (فصيلة: Strigidae)، توجد في مناطق عديدة في نصف الكرة الشمالي، وتفضل غابات الصنوبر والغابات المختلفة، ويمكن التعرف عليها بوساطة الخطوط الطولية الموجودة على صدرها، وكذلك عن طريق خصل ريشها الأذنية المتقاربة من بعضها أكثر مما هي عليه في بومة النسر، ويمتاز نداؤها الصوتي بعواء ممدود (وووو) يردد ثلاث مرات كل بضع ثوان.

## نمط التغذية
تصطاد البومة طويلة الأذن ليلا بحيث تقتات أساسا على الثدييات صغيرة الحجم كالقوارض (فئران، جرذان، يرابيع) وعلى بعض آكلات الحشرات كالزبابة (حيوان يشبه الفأر) والخفافيش وأيضا تقتات على العصافير، واذ قلّت مصادر الغذاء تتغذى على الحشرات وخصوصا الخنافس.

## التكاثر
تضع من 3-5 بيضات وتدوم فترة الحضانة 28 يوما تفضل الاعشاش القديمة والمهجورة المتواجدة في الغابات بعد التفقيس وخروج الصغار ماتلبث إلا أن يشتد عودها حتى تغادر العش لكن لا تبتعد عنه كثيرا بحيث تمكث بين الأغصان. يتكفل الذكر بتغذية سائر افراد الاسرة خلال هذه المرحلة. يستطيع الصغار الطيران بعد 21 أو26 يوم.